# Canton d'Ault
Le canton d'Ault est un ancien canton français situé dans le département de la Somme et la région Picardie.

## Géographie
Ce canton était organisé autour d'Ault dans l'arrondissement d'Abbeville. Son altitude variait de 0 m (Ault) à 127 m (Yzengremer) pour une altitude moyenne de 70 m.

## Histoire
- De 1833 à 1848, les cantons d'Ault et de Gamaches avaient le même conseiller général. Le nombre de conseillers généraux était limité à 30 par département[1].
- Ce canton fut divisé en 1985, ce qui donna naissance au Canton de Friville-Escarbotin.

## Administration

### 1833 - 1985
| Régime                           | Début | Fin             | Conseiller               | Parti / Idéologie | Parti / Idéologie | Observation                                                                                           |
| -------------------------------- | ----- | --------------- | ------------------------ | ----------------- | --- | --- |
| Monarchie de Juillet             | 1833  | 1845            | Pierre Fruictier         |                   | | Propriétaire, maire de Bouttencourt                                                                   |
| Monarchie de Juillet             | 1845  | 1856            | Jules Bisson de la Roque |                   | | Vice-président du tribunal civil d'Amiens puis conseiller à la cour impériale d'Amiens Décédé en 1856 |
| IIe République                   | 1845  | 1856            | Jules Bisson de la Roque |                   | | Vice-président du tribunal civil d'Amiens puis conseiller à la cour impériale d'Amiens Décédé en 1856 |
| Second Empire                    | 1856  | 1883            | Adalbert de Rambures     |                   | Royaliste | Propriétaire, maire de Vaudricourt Député (1871-1876)                                                 |
| IIIe République                  | 1856  | 1883            | Adalbert de Rambures     |                   | Royaliste | Propriétaire, maire de Vaudricourt Député (1871-1876)                                                 |
| 1883                             | 1926  | Adéodat Gilson  |                          | Radical           | Directeur d'une usine de serrurerie Adjoint au Maire de Friville-Escarbotin, décédé en 1926                                                                  | |
| 1926                             | 1931  | Martin Louchel  |                          | SFIO              | Tourneur sur métaux, Maire de Woincourt Élu en élection partielle                                                                                            | |
| 1931                             | 1940  | Jules Lecat     |                          | Radical           | Instituteur, briquetier et agriculteur, maire de Friaucourt, conseiller d'arrondissement Nommé membre de la Commission administrative départementale en 1941 | |
| 1940-1944 - Occupation allemande |       |                 |                          |                   | | |
| IVe République                   | 1945  | 1949            | Victor Flamant           |                   | PCF | Métallurgiste Maire de Friville-Escarbotin (1935-1939 et 1944-1947)                                   |
| IVe République                   | 1949  | 1957            | Emile Quénot             |                   | PCF | Commerçant Maire de Béthencourt-sur-Mer (1945-1957), décédé en 1957                                   |
| IVe République                   | 1957  | 1973            | Gilbert Defacques        |                   | Radical | Représentant de commerce Adjoint au Maire de Friville-Escarbotin (1949-1977)                          |
| Ve République                    | 1957  | 1973            | Gilbert Defacques        |                   | Radical | Représentant de commerce Adjoint au Maire de Friville-Escarbotin (1949-1977)                          |
| 1973                             | 1985  | Michel Couillet |                          | PCF               | Employé à la SNCF Député (1962-1968 et 1978-1986), Maire d'Ault (1977-1995)                                                                                  | |

### 1985 - 2015
| Régime        | Début | Fin  | Conseiller          | Parti | Parti    | Observation                                                                                    |
| ------------- | ----- | ---- | ------------------- | ----- | -------- | ---------------------------------------------------------------------------------------------- |
| Ve République | 1985  | 1992 | Michel Couillet     |       | PCF      | Employé à la SNCF Député (1962-1968 et 1978-1986), Maire d'Ault (1977-1995)                    |
| Ve République | 1992  | 1998 | Antoine de Wazières |       | App. UDF | Médecin Maire d'Ault (1996-2001)                                                               |
| Ve République | 1998  | 2004 | Guy Champion        |       | PCF      | Mécanicien Maire de Mers-les-Bains (1993-2001)                                                 |
| Ve République | 2004  | 2015 | Emmanuel Maquet     |       | UMP      | Assureur Maire de Mers-les-Bains (2001-2017) Élu en 2015 dans le Canton de Friville-Escarbotin |

À la suite du redécoupage de 2014, les communes de ce canton font partie du nouveau canton de Friville-Escarbotin.

### Conseillers d'arrondissement (de 1833 à 1940)
| Période                                  | Période          | Identité                    | Étiquette      | Qualité |
| ---------------------------------------- | ---------------- | --------------------------- | -------------- | --- |
| 1833                                     | 1848             | Jean-Baptiste Bouzard       |                | Propriétaire Maire du Bourg-d'Ault                                                                             |
| 1848                                     | 1856 (démission) | Adalbert de Rambures        | Orléaniste     | Propriétaire, maire de Vaudricourt (1847-1888) Député (1871-1876), conseiller général (1856-1883)              |
| 1857                                     | 1861             | Claude Beaucousin           |                | Juge de paix                                                                                                   |
| 1861                                     | 1870             | Louis Bisson de La Roque    | Légitimiste    | Propriétaire à Bourseville                                                                                     |
| 1871                                     | 1886             | Joseph Depoilly             | Libéral        | Fabricant de serrurerie, président du conseil des prud'hommes (1885) Maire de Friville-Escarbotin (1877-1881)  |
| 1886                                     | 1892             | Louis Devisme               | Conservateur   | Notaire Maire d'Ault                                                                                           |
| 1892                                     | 1898             | Théodore Tessier            | Républicain    | Maire de Saint-Quentin-la-Motte-Croix-au-Bailly                                                                |
| 1898                                     | 1908 (décès)     | Alfred Dufrien              | PRRRS          | Agriculteur, président du conseil d'arrondissement d'Abbeville Maire de Saint-Quentin-la-Motte-Croix-au-Bailly |
| 1909                                     | 1928             | Joseph Dufrien              | PRRRS          | Agriculteur à Saucourt, hameau de Nibas Conseiller municipal de Nibas (1900-1928)                              |
| 1928                                     | 1931             | Jules Lecat (démission)     | PRRRS          | Instituteur Maire de Friaucourt (1925-1944), conseiller général (1931-1945)                                    |
| 1931                                     | 1934             | Marcel Delassus (1892-1967) | SFIO puis PSdF | Instituteur à Woincourt                                                                                        |
| 1934                                     | 1940             | Paul Dufrien                | AD             | Agriculteur Conseiller municipal puis adjoint au maire de Woincourt (1937-)                                    |
| 1940                                     |                  |                             |                | Les conseils d'arrondissement ont été suspendus par la loi du 12 octobre 1940 et n'ont jamais été réactivés    |
| Les données manquantes sont à compléter. |                  |                             |                | |

## Composition
Le canton d'Ault regroupait 10 communes et comptait 10 984 habitants (recensement de 1999 sans doubles comptes).
| Communes                               | Population (2012) | Code postal | Code Insee |
| -------------------------------------- | ----------------- | ----------- | ---------- |
| Allenay                                | 279               | 80130       | 80018      |
| Ault                                   | 2 070             | 80460       | 80039      |
| Béthencourt-sur-Mer                    | 997               | 80130       | 80096      |
| Friaucourt                             | 669               | 80460       | 80364      |
| Méneslies                              | 310               | 80520       | 80527      |
| Mers-les-Bains                         | 3 530             | 80350       | 80533      |
| Oust-Marest                            | 704               | 80460       | 80613      |
| Saint-Quentin-la-Motte-Croix-au-Bailly | 1 310             | 80880       | 80714      |
| Woignarue                              | 735               | 80460       | 80826      |
| Yzengremer                             | 516               | 80520       | 80834      |

## Démographie
| 1962   | 1968   | 1975   | 1982   | 1990   | 1999   | 2009 |
| ------ | ------ | ------ | ------ | ------ | ------ | ---- |
| 11 050 | 11 562 | 12 532 | 11 640 | 11 069 | 10 984 | -    |